# Correlieu
Correlieu è un documentario cortometraggio del 1959 diretto da Jean Palardy e basato sulla vita del pittore canadese Ozias Leduc.